# La sociedad del espectáculo

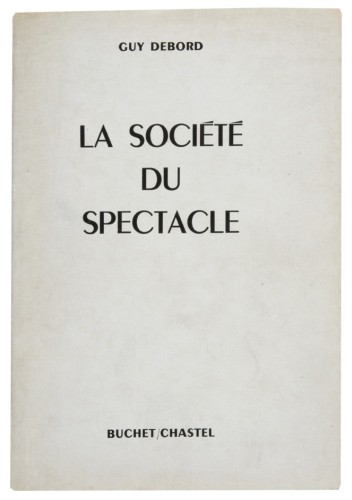
Portada de la primera edición.

La sociedad del espectáculo (La société du spectacle) es un trabajo de filosofía publicado en 1967 por el situacionista y teórico político Guy Debord.

## Descripción de la obra
El libro consta de nueve capítulos :
- I. « la separación perfecta »
- II. « la mercancía como espectáculo »
- III. « unidad y división en la apariencia »
- IV. « el proletariado como sujeto y como representación »
- V. « tiempo e historia »
- VI. « el tiempo espectacular »
- VII. « la ordenación del territorio »
- VIII. « la negación y el consumo de la cultura »
- IX. « la ideología materializada »

A través de las 221 tesis del libro, Debord traza el desarrollo de una sociedad moderna en la que "Todo lo que una vez fue vivido directamente se ha convertido en una mera representación". Debord argumenta que la historia de la vida social se puede entender como “la declinación de ser en tener, y de tener en simplemente parecer”. Esta condición en la cual la vida social auténtica se ha sustituido por su imagen representada, según Debord, que "el momento histórico en el cual la mercancía completa su colonización de la vida social". El espectáculo es la imagen invertida de la sociedad en la cual las relaciones entre mercancías han suplantado relaciones entre la gente, en quienes la identificación pasiva con el espectáculo suplanta la actividad genuina. "El espectáculo no es una colección de imágenes", Debord escribe, "en cambio, es una relación social entre la gente que es mediada por imágenes".
La sociedad del espectáculo proporciona una reinterpretación extensa del trabajo de Marx, más notablemente en su aplicación del fetiche de la mercancía a los medios de comunicación contemporáneos. También amplía el concepto de la enajenación para incluir la actividad más allá del trabajo, y expone la política espectacular común de los regímenes soviético y estadounidense.

## Interpretación y traducciones

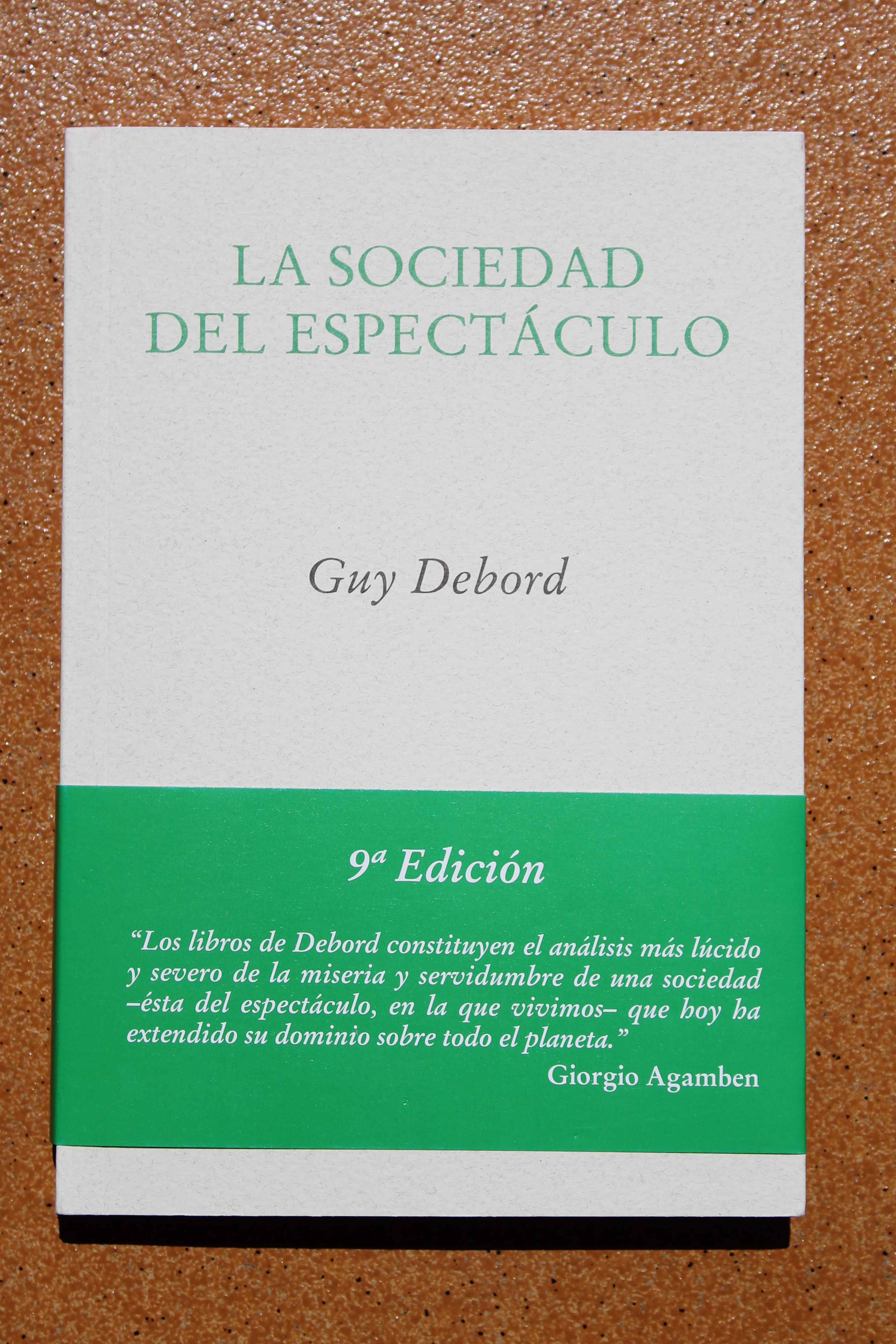
Edición en español de la editorial Pre-textos.

Está lleno de "frases distorsionadas" y textos alterados, particularmente inspirados en Hegel, por lo tanto es crucial que los traductores consideren las oraciones originales. Debord denunció la falta de precisión y la incorrección de muchas de las traducciones, por ejemplo, con respecto a las traducciones inglesas, indicó que la edición 1970 de Fredy Perlman contiene "debilidades obvias"; es de destacar el caso de la primera traducción italiana publicada por De Donato, "la más monstruosa de todas"; y al contrario, consideraba excelente la cuarta traducción italiana, hecha por Paolo Salvadori y que se publicó en 1979 por Vallecchi, y en 1990 por Sugarco.
En 1973, Debord hizo una adaptación al cine de su libro bajo el mismo título.

## Recepción
- El filósofo Giorgio Agamben en 1990 : «Sin duda, el aspecto más inquietante de los libros de Debord consiste en el empeño puesto por la historia en confirmar sus análisis. No solamente, veinte años después de La sociedad del espectáculo, los Comentarios sobre la sociedad del espectáculo (1988) han registrado en todos los campos la exactitud de los diagnósticos y previsiones, sino que entretanto, el curso de los acontecimientos se ha acelerado con tal uniformidad en la misma dirección, que apenas dos años después de la publicación del libro, es como si la política mundial no fuese otra cosa hoy que una puesta en escena paródica del guion escrito por Debord. La unificación sustancial del espectáculo concentrado (las democracias populares del Este) y del espectáculo difuso (las democracias occidentales) dentro del espectáculo integrado, que constituye una de las tesis centrales de los Comentarios, y que muchos encontraban hasta hace poco paradójica, se revela ahora como una evidencia trivial. Los muros inquebrantables y los hierros que dividían los dos mundos fueron destrozados en unos cuantos días. Con el fin de que el espectáculo integrado pudiese realizarse plenamente también en sus países, los gobiernos del Este han abandonado el partido leninista, igual que los del Oeste habían renunciado desde hace tiempo al equilibrio de poderes y a la libertad real de pensamiento y de comunicación en nombre de la máquina electoral mayoritaria y del control mediático de la opinión (que ambos se habían desarrollado en los Estados totalitarios modernos). » [1]